# Mollens (Wallis)
Mollens (VS) is een gemeente en plaats in het Zwitserse kanton Wallis, en maakt deel uit van het district Sierre.
Mollens (VS) telt 933 inwoners.